# Martijn Spierenburg
Martjin Spierenburg (født d. 30 januar, 1975) spiller keyboard i det hollandske , gothic metal band, Within Temptation